# Still D.R.E.
«Still D.R.E.» — композиция американского продюсера и рэпера Dr. Dre, выпущенная в качестве главного сингла на его мульти-платиновом втором альбоме — 2001. Песня записана при участии Snoop Dogg на вступлении, припеве и заключении.

## Состав
Композиция проигрывается в темпе 93,4 ударов в минуту. В каждом из трёх куплетов — прочные шестнадцать баров и восемь тактов. Пианино сыграно в тональности Ля минор с повышенной высотой звука (питчем). Песня, следовательно, не может быть правильно сыграна на корректно настроенном инструменте.

## Справка
Сингл был весьма популярным и помог альбому достичь мульти-платинового статуса, объявив триумфальное возвращение Dre на передний план хип-хоп сцены. Хотя и «Still D.R.E.» дебютировал под номером 93 на Billboard Hot 100, в Великобритании он добился намного лучшего результата, где достиг 6 места.
Британский журнал New Musical Express включил данную композицию в свой список «500 величайших песен всех времён», разместив её в нём на 252-й позиции.

## Музыкальное видео
Музыкальное видео, режиссёром которого выступил Хайп Уильямс, состоит в основном из Snoop Dogg, Dr. Dre и The D.O.C., которые едут в лоурайдере (отсылка к музыкальному клипу на песню «Nuthin’ But a “G” Thang» с первого альбома — The Chronic). Показывается камео состоящие из Эминема, и группы пляжных девушек, когда Dre читает, «Kept my ear to the streets, signed Eminem / He’s triple platinum, doing 50 a week, still». Xzibit также может быть замечен в клипе, разъезжающий на лоурайдере ближе к концу видео. В клипе также появился Шакил О'Нил.

## Места в чартах
| Название (2000)                  | Высшая позиция |
| -------------------------------- | -------------- |
| Hot R&B/Hip-Hop Singles & Tracks | 32             |
| Hot Rap Singles                  | 11             |
| Rhythmic Top 40                  | 29             |
| US Billboard Hot 100             | 93             |
| UK Singles Chart                 | 6              |